# Иловайский, Осип Васильевич
О́сип Васи́льевич Илова́йский 10-й (1775—1839) — российский военачальник, участник Наполеоновских войн, генерал-майор Русской императорской армии.

## Биография
Осип Иловайский родился в 1775 году, происходил, согласно архивам из «штаб-офицерских детей» Области войска Донского.
На военную службу вступил казаком 15 марта 1790 года в полк генерал-лейтенанта Иловайского 5-го, 28 июня 1791 года получил чин есаула и в том же году принял участие в войне с Турцией и сражался при Мачине; в 1794 г. был в походе в Польшу и участвовал во взятии Варшавы. C 1 марта 1800 г. командовал Донским казачьим полком своего имени. В войне с Францией в 1807 г. за дело при м. Мишнаце был награждён орденом св. Владимира 4-й степени с бантом, а за дело при с. Малге, награждён 5 июля 1807 г. орденом св. Георгия 4-й степени за № 780
В воздаяние отличного мужества и храбрости, оказанных в сражениях 7 при сел. Клейн-Шеманин и 13 марта при сел. Мальсе, где, командуя полком и презирая сильный неприятельский огонь, поступал повсюду с неустрашимостью и, опрокидывая неприятельскую кавалерию и пехоту, обратил оную в бегство и, будучи сам впереди, личною неустрашимостью поощрял своих подчиненных
24 мая в сражении близ Гуттштадта Иловайский, переплыв с полком р. Алле, напал на неприятеля с левого фланга и обратил в бегство, взяв в плен до 600 человек, за что награждён золотой саблей с надписью «За храбрость». В 1808 г. Иловайский, находясь в Молдавии, участвовал в ряде дел с турками, а в Отечественную войну 1812 г. был в делах под Могилёвом, Можайском и за взятие под Малоярославцем 6 орудий, в чине полковника, был награждён орденом св. Анны 1-й степени. 6 октября, в сражении под Тарутином, Иловайский овладел 2 орудиями и был награждён орденом св. Владимира 3-й степени. В Заграничной кампании 1813—1814 гг. Иловайский находился при блокаде г. Данцига, в сражениях при Люцене, Бауцене, Лейпциге, Веймаре, Ганау, Франкфурте, во взятии приступом Немюра, при выбитии неприятеля из г. Вильнокса, при г. Сезане и отступлении от г. Фершампенуаза до г. Арсис и был произведён 15 сентября 1813 г. в генерал-майоры (со старшинством от 20 апреля).
По окончании Наполеоновских войн вернулся в ноябре 1814 г. на Дон. С 1821 по 1824 г. был выборным предводителем дворянства Области войска Донского. Умер 9 февраля 1839 г.